# Celia Tapias
Celia Tapias fue la primera abogada que ejerció en la Ciudad de Buenos Aires, la segunda en su país, Argentina, luego de la platense María Angélica Barreda.

## Biografía
Celia Tapias nació en la Ciudad de Buenos Aires el 21 de diciembre de 1885. 
Cursó el bachillerato en Buenos Aires, y tras su egreso en 1904 ingresó en la Facultad de Derecho de la Universidad de Buenos Aires.
En 1910 obtuvo el título de abogada y en 1911 el doctorado con una tesis sobre Tutela dativa, convirtiéndose en la primera abogada de la ciudad de Buenos Aires.
Fue discípula de Alfredo Palacios, el abogado que fue el primer legislador socialista de América. Celia Tapias ejerció su profesión durante toda su vida, actividad que complementó con la enseñanza de literatura en las escuelas normales 8 y 9 de la ciudad de Buenos Aires.
Falleció en su ciudad natal el 28 de noviembre de 1964.